# Podluhy
Podluhy é uma comuna checa localizada na região da Boêmia Central, distrito de Beroun.